# Palma di Montechiaro
Palma di Montechiaro é uma comuna italiana da região da Sicília, província de Agrigento, com cerca de 21.533 habitantes. Estende-se por uma área de 76 km², tendo uma densidade populacional de 283 hab/km². Faz fronteira com Agrigento, Camastra, Licata, Naro.

## Demografia
| Variação demográfica do município entre 1861 e 2011                               |
|                                                                                   |
| Fonte: Istituto Nazionale di Statistica (ISTAT) - Elaboração gráfica da Wikipedia |